# Jean-Nicolas Verreault
Jean-Nicolas Verreault (* 1968 in Charlesbourg, Québec, Kanada) ist ein kanadischer Schauspieler. 

## Leben
Verreault wurde in der Nähe der kanadischen Stadt Québec geboren. Er schloss seine Ausbildung an der École nationale de théâtre du Canada in Montréal im Jahr 1995 ab und war daraufhin in mehreren Theaterstücken zu sehen. Weiters wirkte er in Kurzfilmen, Fernsehserien und Kinofilmen mit. 
Er verkörperte eine Nebenrolle in der Filmkomödie J’en suis! (1997) mit Roy Dupuis in der Hauptrolle. Im Jahr 2001 wurde Verreault beim Genie Award als bester Nebendarsteller für Maelström nominiert. In diesem Filmdrama von Denis Villeneuve trat er an der Seite von Marie-Josée Croze auf. Im Filmdrama La Turbulence des fluides (2002) von Manon Briand verliebte sich der Hauptcharakter, dargestellt von Pascale Bussières, in ihn.

## Filmografie (Auswahl)
- 1995: Radio-Enfer (Fernsehserie)
- 1997: J’en suis!
- 2000: Hochelaga
- 2000: Maelström
- 2001: Fortier (Fernsehserie, 5 Folgen)
- 2001: La Loi du cochon
- 2002: La Turbulence des fluides
- 2004: Je n’aime que toi
- 2004: Dans l’oeil du chat
- 2005: Le Survenant
- 2007: Durham County (Fernsehserie, 4 Folgen)
- 2009: A Happy Man (Le Bonheur de Pierre)
- 2014: Project-M – Das Ende der Menschheit (Projet-M)